# Calle de Istúriz
La calle de Istúriz es una vía pública de la ciudad española de Madrid, situada en el barrio de Cuatro Caminos, distrito de Tetuán.

## Descripción
La vía discurre desde la calle de los Artistas hasta la de Hernani. Honra con el título a Francisco Javier de Istúriz Montero (1785-1871), natural de Cádiz, que llegó a ser presidente del Gobierno, de las Cortes Generales, del Congreso de los Diputados y del Senado. Aparece descrita en Las calles de Madrid (1889) de Hilario Peñasco de la Puente y Carlos Cambronero con las siguientes palabras:

Istúriz. Comienza en la calle de los Artistas y sale al campo. D. Francisco Javier Istúriz nació en Cádiz [...]. Cuando triunfó el movimiento de Cabezas de San Juan y se proclamó la Constitución de 1812, Istúriz fue nombrado diputado, y figuró en el partido de los liberales ardientes; pero más tarde templó sus ideas y se colocó con Alcalá Galiano enfrente de Mendizábal y de Calatrava. Emigró a Portugal con Miraflores y Toreno, y volvió á España por la amnistía de 1837. Cuando la Regencia de Espartero, se declaró en contra de éste, defendiendo las prerrogativas de doña María Cristina, y á la vuelta de la Reina madre fué nombrado ministro; pero un voto de censura, dado por la Cámara, le obligó á retirarse del Gobierno en 1846.
(Peñasco de la Puente y Cambronero, 1889, p. 271)